# Course de France des voitures de tourisme
La Course de France des voitures de tourisme (FIA WTCC Race of France) est une épreuve du Championnat du monde des voitures de tourisme qui s'est déroulée entre 2005 et 2009 puis de 2014 à 2016. Les courses ont d'abord eu lieu sur le Circuit de Nevers Magny-Cours (2005 et 2006) puis sur le Circuit de Pau-Ville (de 2007 à 2009). Elles se déroulent sur le Circuit Paul-Ricard entre 2014 et 2016.

## Histoire
Lorsqu'elle fut disputée à Pau, la Course WTCC de France était le principal événement du Grand Prix de Pau.
Retirée du calendrier à partir de la saison 2010, la Course de France des voitures de tourisme pourrait faire son retour à la suite de l'engagement de Citroën dans le championnat WTCC. En novembre 2013, la course WTCC de France fait partie du projet de calendrier pour la saison 2014. Le 4 décembre 2013, la Course de France des voitures de tourisme est confirmée au programme de la saison 2014.
Deux pilotes français se sont imposés sur leurs terres : Yvan Muller lors de la Course 1 de 2014 et Sébastien Loeb, lors de la Course 1 en 2015.
En décembre 2016, la FIA annonce que la manche française du WTCC disparaît du calendrier 2017.

## Palmarès
| Année     | Course              | Pilote                                | Voiture            | Lieu                 | Résultat   | Championnat                                 |
| --------- | ------------------- | ------------------------------------- | ------------------ | -------------------- | ---------- | ------------------------------------------- |
| 1987      | 500 km de Bourgogne | Gianfranco Brancatelli Johnny Cecotto | BMW M3             | Dijon-Prenois        | Résultat   | World Touring Car Championship              |
| 1988-2004 | Non courue          | Non courue                            | Non courue         | Non courue           | Non courue | Non courue                                  |
| 2005      | Course 1            | Jörg Müller                           | BMW 320            | Magny-Cours          | Résultat   | World Touring Car Championship              |
| 2005      | Course 2            | Jörg Müller                           | BMW 320            | Magny-Cours          | Résultat   | World Touring Car Championship              |
| 2006      | Course 1            | Dirk Müller                           | BMW 320            | Magny-Cours          | Résultat   | World Touring Car Championship              |
| 2006      | Course 2            | Andy Priaulx                          | BMW 320            | Magny-Cours          | Résultat   | World Touring Car Championship              |
| 2007      | Course 1            | Alain Menu                            | Chevrolet Cruze    | Pau                  | Résultat   | World Touring Car Championship              |
| 2007      | Course 2            | Augusto Farfus Jr.                    | BMW 320            | Pau                  | Résultat   | World Touring Car Championship              |
| 2008      | Course 1            | Augusto Farfus Jr.                    | BMW 320            | Pau                  | Résultat   | World Touring Car Championship              |
| 2008      | Course 2            | Andy Priaulx                          | BMW 320            | Pau                  | Résultat   | World Touring Car Championship              |
| 2009      | Course 1            | Robert Huff                           | Chevrolet Cruze    | Pau                  | Résultat   | World Touring Car Championship              |
| 2009      | Course 2            | Alain Menu                            | Chevrolet Cruze    | Pau                  | Résultat   | World Touring Car Championship              |
| 2010-2013 | Non courue          | Non courue                            | Non courue         | Non courue           | Non courue | Non courue                                  |
| 2014      | Course 1            | Yvan Muller                           | Citroën C-Elysée   | Le Castellet         | Résultat   | World Touring Car Championship              |
| 2014      | Course 2            | José María López                      | Citroën C-Elysée   | Le Castellet         | Résultat   | World Touring Car Championship              |
| 2015      | Course 1            | Sébastien Loeb                        | Citroën C-Elysée   | Le Castellet         | Résultat   | World Touring Car Championship              |
| 2015      | Course 2            | José María López                      | Citroën C-Elysée   | Le Castellet         | Résultat   | World Touring Car Championship              |
| 2016      | Course 1            | Rob Huff                              | Honda Civic        | Le Castellet         | Résultat   | World Touring Car Championship              |
| 2016      | Course 2            | José María López                      | Citroën C-Elysée   | Le Castellet         | Résultat   | World Touring Car Championship              |
| 2017      | Non courue          | Non courue                            | Non courue         | Non courue           | Non courue | Non courue                                  |
| 2018      | Course 1            | Dušan Borković                        | Hyundai i30        | Le Castellet         | Résultat   | TCR Europe Series                           |
| 2018      | Course 2            | Dušan Borković                        | Hyundai i30        | Le Castellet         | Résultat   | TCR Europe Series                           |
| 2019      | Non courue          | Non courue                            | Non courue         | Non courue           | Non courue | Non courue                                  |
| 2020      | Course 1            | Daniel Lloyd                          | Honda Civic Type R | Le Castellet         | Résultat   | TCR Europe Series                           |
| 2020      | Course 2            | Mike Halder                           | Honda Civic Type R | Le Castellet         | Résultat   | TCR Europe Series                           |
| 2021      | Course 1            | Frédéric Vervisch                     | Audi RS 3 LMS      | Circuit Pau-Arnos    | Résultat   | Coupe du monde FIA des voitures de tourisme |
| 2021      | Course 2            | Jean-Karl Vernay                      | Hyundai Elantra N  | Circuit Pau-Arnos    | Résultat   | Coupe du monde FIA des voitures de tourisme |
| 2022      | Course 1            | Néstor Girolami                       | Honda Civic Type R | Circuit de Pau-Ville | Résultat   | Coupe du monde FIA des voitures de tourisme |
| 2022      | Course 2            | Mikel Azcona                          | Hyundai Elantra N  | Circuit de Pau-Ville | Résultat   | Coupe du monde FIA des voitures de tourisme |
| 2022      | Course 1            |                                       |                    | Anneau du Rhin       |            | Coupe du monde FIA des voitures de tourisme |
| 2022      | Course 2            |                                       |                    | Anneau du Rhin       |            | Coupe du monde FIA des voitures de tourisme |

## Anciens tracés

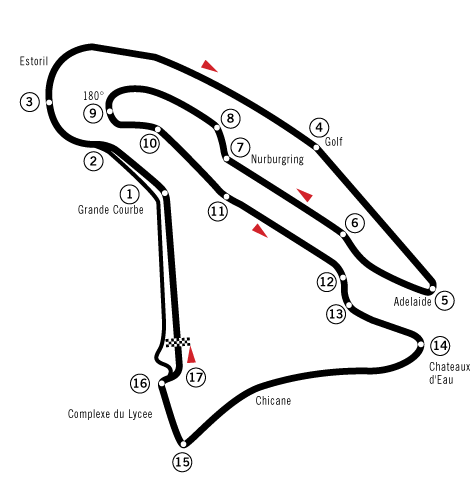
Circuit de Magny-Cours, utilisé de 2005 à 2006.
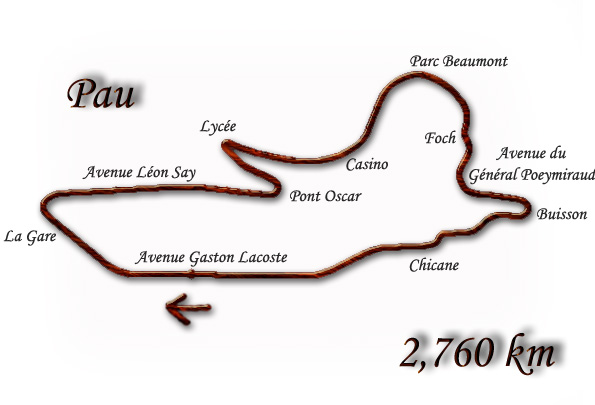
Circuit de Pau utilisé de 2007 à 2009.

## Galerie de photos

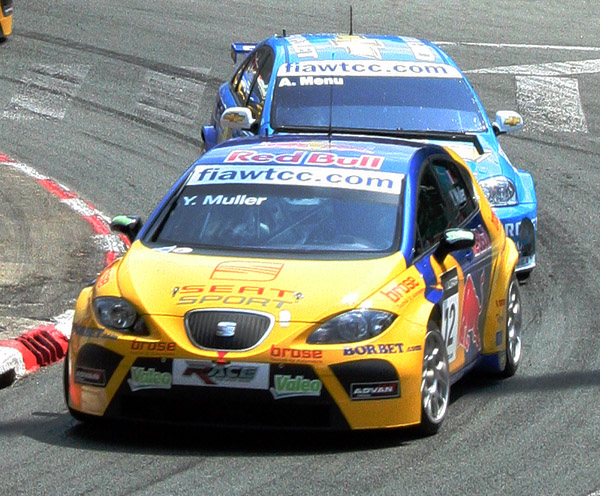
Yvan Muller devant Alain Menu lors de la Course WTCC de France en 2007.
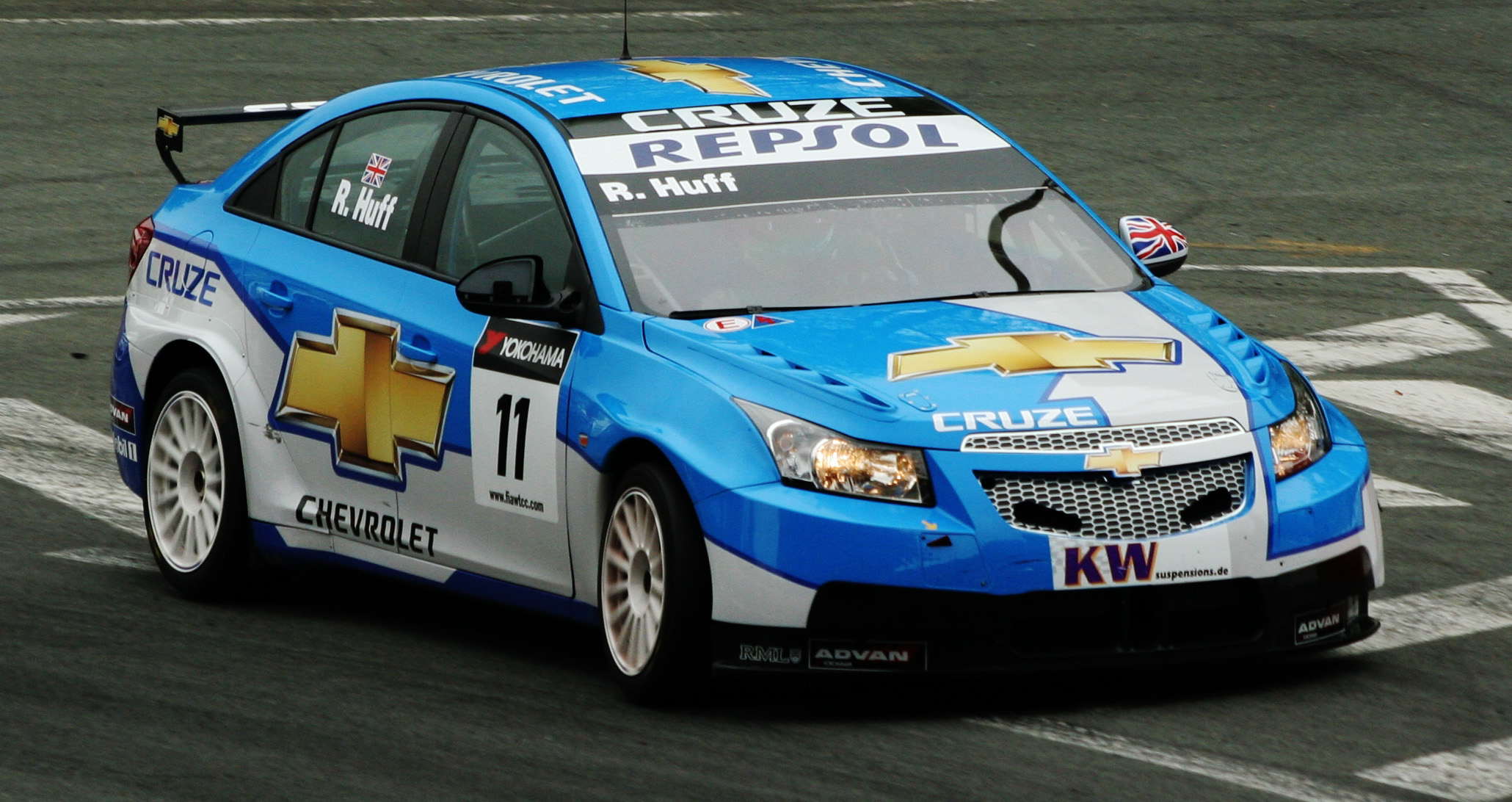
Robert Huff à la Course WTCC de France en 2009.